# ایستگاه راه‌آهن سیرکجی
ایستگاه راه‌آهن سیرکجی (ترکی استانبولی: Sirkeci garı) که بر روی نقشه‌ها ایستگاه راه‌آهن استانبول نیز نوشته میشود ایستگاه اصلی شهر استانبول، ترکیه است.
این ایستگاه که در سال ۱۸۷۲ تاسیس شده به راه‌آهن سراسری ترکیه و همچنین راه‌آهن اروپا از طیق سالونیک، یونان و ایستگاه راه‌آهن شمالی بخارست، رومانی متصل است.

## نگارخانه

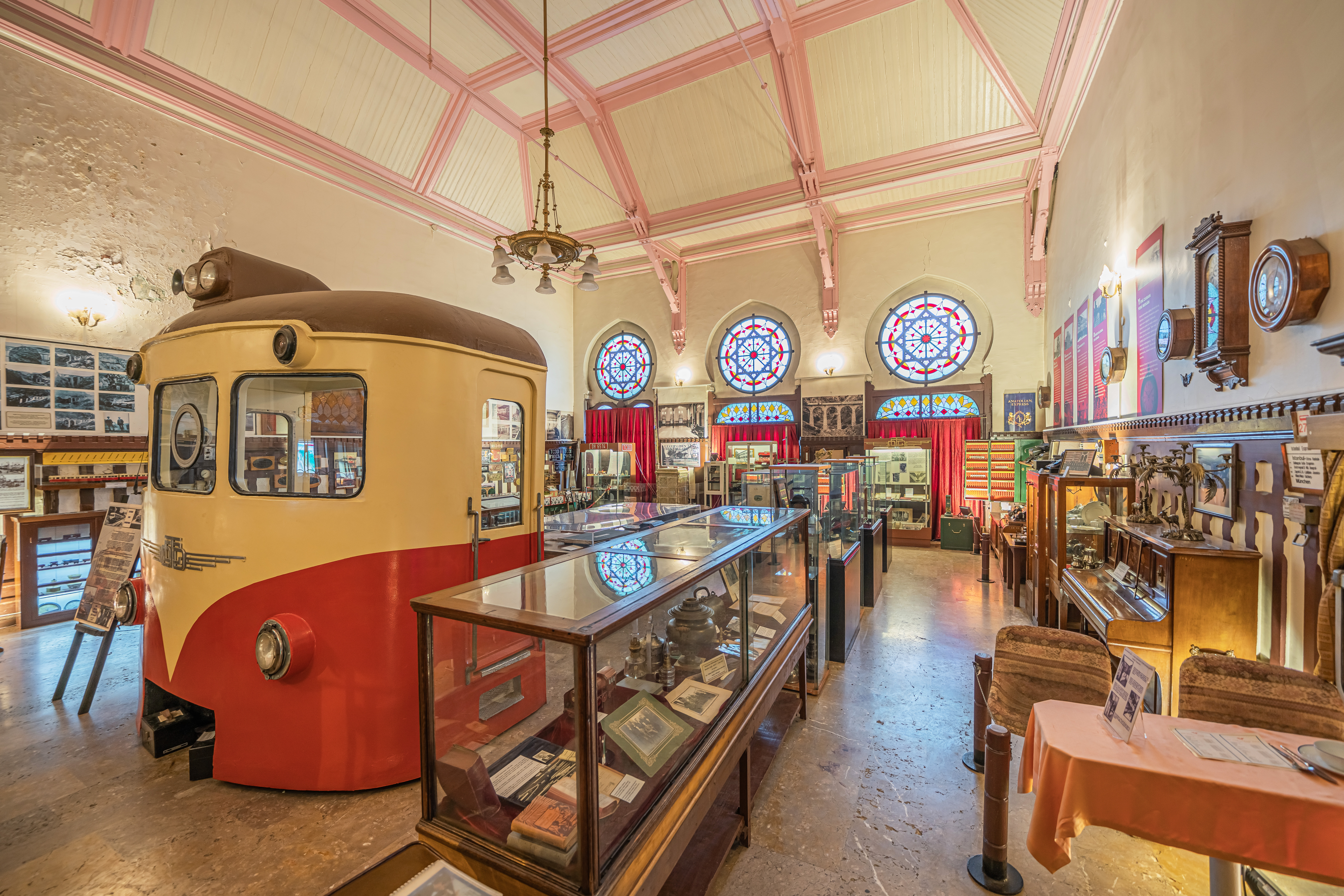
نمایی از دکوراسیون داخلی موزهٔ راه‌آهن استانبول در ایستگاه راه‌آهن سیرکجی
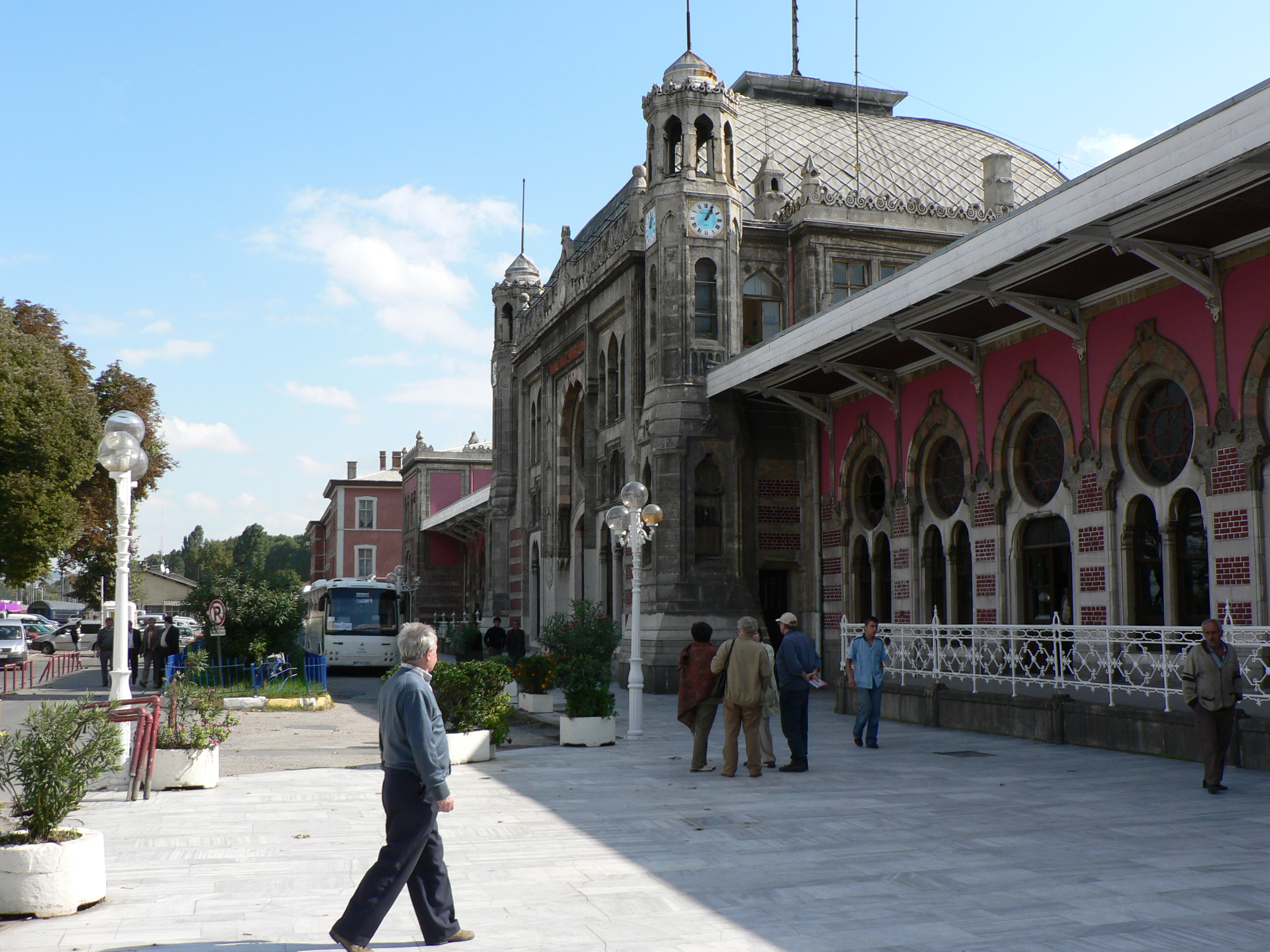
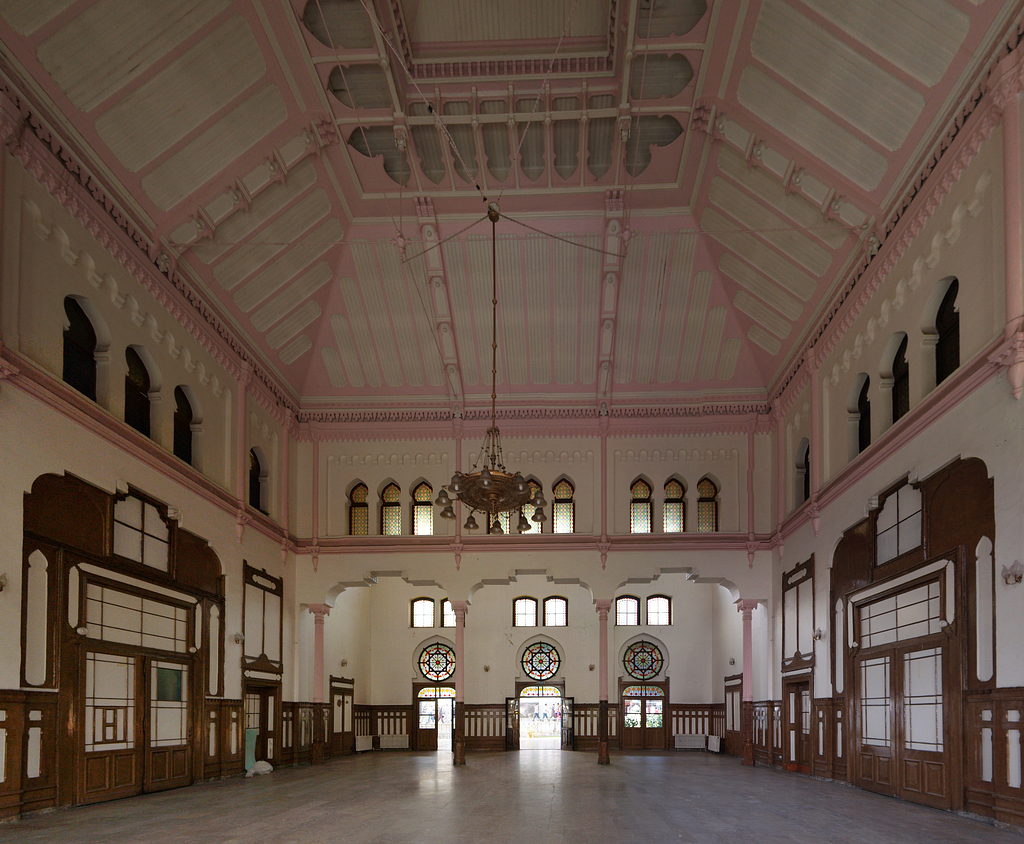
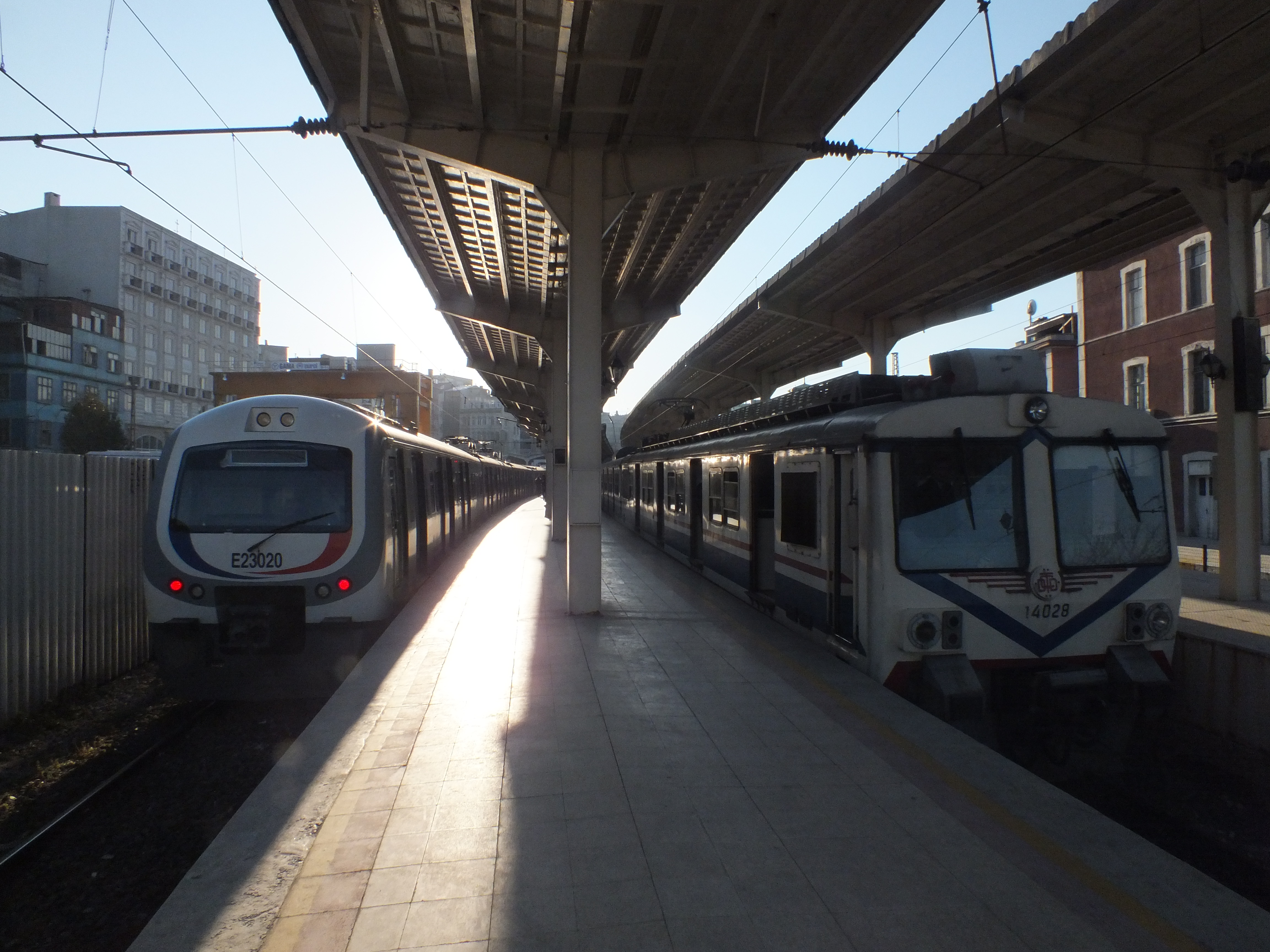
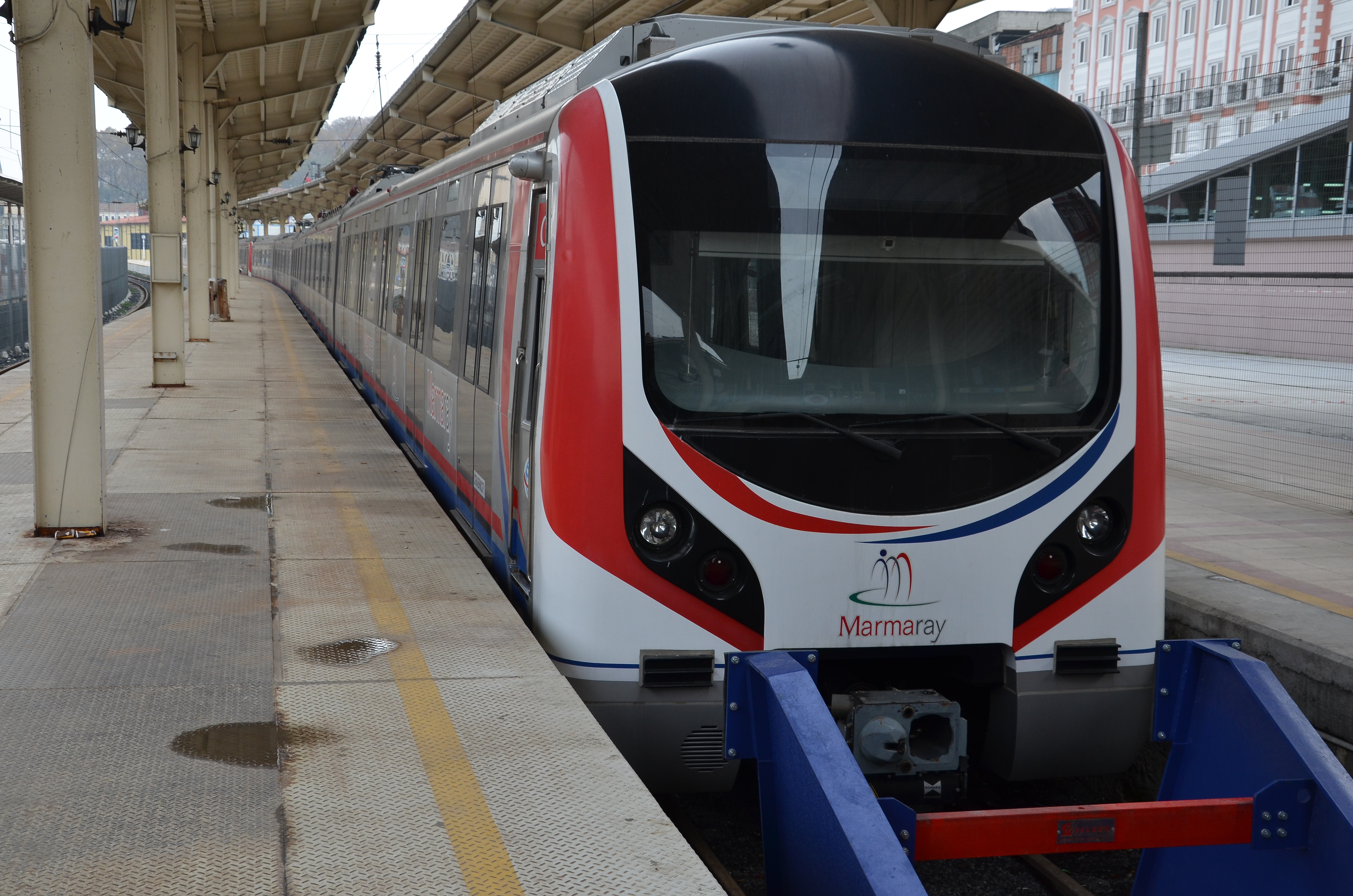